# Народные мстители (фильм)
«Народные мстители» — русскоязычный белорусский фильм в жанре социальной драмы, полнометражный режиссёрский дебют Александра Мелеховца. В главных ролях Дмитрий Давидович, Артем Курень, Александр Мелеховец, Илья Ясинский, Полина Добровольская.
Премьера фильма состоялась 2 марта 2019 года.
В основе фильма лежит рассказ Василя Быкова «Народные мстители».

## Сюжет
Экранизация одноимённого рассказа Василя Быкова.
Белорусская ССР, 1958 год. Неожиданно в деревню в гости к своему другу приезжает бывший сотрудник «органов» Усов. Его здесь все хорошо помнят по пыткам и убийствам перед войной. Все думали, что он погиб, но нет, живёт и видно неплохо — моложавый, в хорошем костюме, с медалями.
Четверо сельчан собираются, чтобы обсудить новость за бутылкой. Вспоминают старые обиды, убитых родственников. И решают отомстить. А месть за такое может быть только одна — смерть.

## В ролях
- Дмитрий Давидович
- Артём Курень
- Александр Мелеховец
- Илья Ясинский
- Полина Добровольская